# Phoboscincus
Phoboscincus (лат.) — род ящериц из семейства сцинковых, эндемики Новой Каледонии и прилежащих островов. Название рода происходит от др.-греч. φόβος — «страх» и лат. scincus — «сцинк».

## Внешнее строение
Крупные наземные ящерицы. Длина без хвоста 200—280 мм. В передней части нижних и верхних челюстей располагаются острые, изогнутые клыковидные зубы. Лобно-теменные кости срастаются. Нижние веки чешуйчатые.

## Экология
Ведут хищных образ жизни, питаются мелкими наземными рептилиями.

## Систематика
Род Phoboscincus многие авторы рассматривают в семействе Scincidae. В ревизии инфраотряда Scincomorpha американским герпетологом Стивеном Хеджесом помещён в семейство Eugongylidae Welch, 1982.
По размерам тела и строению век Phoboscincus похожи на предстателей родов Eugongylus и Tachygia. По наличию изогнутых зубов и срастающихся лобно-теменных костей Phoboscincus считают самым прогрессивным в этой группе родов. Предковым таксоном, скорее всего, является Eugongylus.
В состав рода включают два вида:
- Phoboscincus bocourti (Brocchi, 1876)typus
- Phoboscincus garnieri  (Bavay, 1869)

## Распространение
Представители встречаются на Новой Каледонии и расположенных рядом островах Луайоте.